# Antonio Banderas
José Antonio Dominguez Bandera (Málaga, 10 augustus 1960), beter bekend als Antonio Banderas, is een Spaans acteur.

## Levensloop
Als jongen ging hij zonder geld naar Madrid om carrière in de Spaanse filmindustrie te maken. Hij bereikte voor het eerst brede belangstelling met een reeks films onder leiding van regisseur Pedro Almodóvar tussen 1982 en 1990. Banderas is een van de sterren van de drie films van de Spy Kids (2001-2003). Hij scheidde van zijn Spaanse vrouw Ana Leza, en huwde in 1996 de Amerikaanse actrice Melanie Griffith, die hij tijdens het opnemen van Two Much had ontmoet. Zij hebben een dochter, Stella del Carmen Banderas Griffith (ook bekend als Stella Banderas), die verscheen in de film Crazy in Alabama, waarin Griffith speelde en die Banderas regisseerde. De familie Banderas-Griffith vestigde zich in Hollywood, waar Antonio gewoonlijk latino's speelt. Op zaterdag 7 juni 2014 kondigden Antonio Banderas en Melanie Griffith aan na 18 jaar te gaan scheiden.
Banderas investeerde zijn filminkomen in ondernemingen die Andalusische producten op de markt brengen. Hij heeft sympathieën voor de Spaanse Socialistische Partij getoond.
Wanneer hij Spaans spreekt, heeft hij een Andalusisch accent, maar hij vervangt het gewoonlijk door standaard Castiliaans wanneer hij acteert. Voor de film Desperado zingt hij samen met Los Lobos het nummer Cancion Del Mariachi.
In april 1998 zong Banderas, samen met Sarah Brightman, “The Phantom of the Opera” tijdens de viering van Andrew Lloyd Webber’s vijftigste verjaardag in The Royal Albert Hall.
Begin 2017 werd hij in het ziekenhuis opgenomen na een hartaanval.

## Filmografie (selectie)
- Paddington in Peru (2024) - Hunter Cabot
- Babygirl (2024) - Jacob
- Indiana Jones and the Dial of Destiny (2023) - Renaldo
- Puss in Boots: The Last Wish (2022) - Puss in Boots (stemrol)
- The Enforcer (2022)
- Uncharted (2022)
- Competencia oficial (2021)
- Hitman's Wife's Bodyguard (2021) - Aristotle Papadopoulos
- Dolor y gloria (2019) - Salvador Mallo
- Life itself (2018) - Mr. Saccione
- Security (2017) - Eddie Deacon
- The SpongeBob Movie: Sponge Out of Water (2015)
- Knight of Cups (2015) zichzelf
- Autómata (2014)
- The Expendables 3 (2014)
- Ruby Sparks (2012) - Mort
- Black Gold (2011)
- Haywire (2011) - Rodrigo
- Puss in Boots (2011) - Puss in Boots (stemrol)
- La piel que habito (2011) - Dr. Robert Ledgard
- You Will Meet a Tall Dark Stranger (2010) - Greg Clemente
- Donkey's Caroling Christmas-tacular (2010) - Puss in Boots (stemrol)
- Scared Shrekless (2010) - Puss in Boots (stemrol)
- Shrek Forever After (2010) - Puss in Boots (stemrol)
- Thick as thieves ( the code) (2009) - Antonio Banderas
- The Other Man (2008) - Rafe
- My Mom's New Boyfriend (2008) - Tommy
- Shrek the Halls (2007) - Puss in Boots (stemrol)
- Shrek the Third (2007) - Puss in Boots (stemrol)
- Take The Lead (2006) - Pierre Dulaine
- Bordertown (2006) - Díaz
- The Legend of Zorro (2005) - Don Alejandro de la Vega/Zorro
- Far Far Away Idol (2004) - Puss in Boots (stemrol)
- Shrek 2 (2004) - Puss in Boots (stemrol)
- And Starring Pancho Villa as Himself (2003) - Pancho Villa
- Ballistic: Ecks vs Sever (2003) - Agent Jeremiah Ecks
- Imagining Argentina (2003) - Carlos Rueda
- Once Upon a Time in Mexico (2003) - El Mariachi
- Spy Kids 3-D: Game Over (2003) - Gregorio Cortez
- Frida (2002) - David Alfaro Siqueiros
- Spy Kids 2: Island Of Lost Dreams (2002) - Gregorio Cortez
- Femme Fatale (2002) - Nicolas Bardo
- Original Sin (2001) - Louis Vargas
- The Body (2001) - Father Matt Gutiérrez
- Spy Kids (2001) - Gregorio Cortez
- The 13th Warrior (1999) - Ahmad ibn Fadlan ibn al-Abbas ibn Rashid ibn Hamad
- Play it to the Bone (1999) - César Domínguez
- The Mask of Zorro (1998) - Alejandro Murrieta/Zorro
- Evita (1996) - Che
- Four Rooms (1995) - Man
- Never talk to strangers (1995) - Tony Ramirez
- Miami Rhapsody (1995) - Antonio
- Assassins (1995) - Miguel Bain
- Desperado (1995) - El Mariachi
- Interview with the Vampire: The Vampire Chronicles (1994) - Armand
- Philadelphia (1993) - Miguel Álvarez
- The House of the Spirits (1993) - Pedro Tercero García
- The Mambo Kings (1992) - Néstor Castillo
- ¡Átame! (Tie Me Up! Tie Me Down!) (1990) - Ricky
- Mujeres al borde de un ataque de nervios (1988) - Carlos
- Matador  (1986) - Ángel
- Laberinto de pasiones (1982) - Sadec

- Bibsys: 98014557
- Biblioteca Nacional de España: XX1109155
- Bibliothèque nationale de France: cb13954284j (data)
- Catàleg d'autoritats de noms i títols de Catalunya: 981058519946206706
- CiNii: DA12217804
- Gemeinsame Normdatei: 122761863
- International Standard Name Identifier: 0000 0001 2141 7188
- Library of Congress Control Number: n92063976
- Nationale Bibliotheek van Letland: 000114302
- MusicBrainz: 106ef9a7-6e05-46af-8ab2-7fc78ca0105a
- Bibliotheek van het Japanse parlement: 00649746
- Nationale Bibliotheek van Tsjechië: js20040531001
- Nationale bibliotheek van Australië: 36015328
- Nationale Bibliotheek van Israël: 987007428880905171
- Nationale Bibliotheek van Polen: a0000001607101
- Nederlandse Thesaurus van Auteursnamen: 073452211
- Réseau des bibliothèques de Suisse occidentale: 02-A009423170
- Istituto Centrale per il Catalogo Unico: RAVV091131
- LIBRIS: 136914
- SNAC: w60r9vwt
- Système universitaire de documentation: 060800240
- Trove: 1186308
- Virtual International Authority File: 29724220
- WorldCat: E39PBJyCFG6dtbRbJ6pQHVTj4q